# Sully (Calvados)
Sully és un municipi francès situat al departament de Calvados, a la regió de Normandia.